# أوجي أباد (هرازبي الجنوبي)
أوجي أباد (بالفارسية: اوجی‌آباد) هي قرية تقع في إيران في قسم هرازبي الجنوبی الريفي. يقدر عدد سكانها بـ 1,050 نسمة .